# Tolnanémedi
Tolnanémedi est un village et une commune du comitat de Tolna en Hongrie.